# Rudolf Merkner
Rudolf Merkner (* 14. října 1972 Praha) je český televizní a filmový producent, scenárista a režisér.

## Tvorba
V širokém povědomí je znám díky seriálu Vyprávěj. Je scenárista celovečerních filmů: Bobule, Princezna a písař, Rafťáci, Ro(c)k podvraťáků, Vánoční příběh. Seriály: Mazalové, Co ste hasiči, Všechny moje lásky, Rodinné stříbro. Dramaturg na filmech a televizních seriálech: Neporazitelní, Večerka, Stínohra, Krvavý Johann, Děti Nagana, Bestiář, Redakce, Místo v životě, Život je ples a další. 
Spolupracuje a spolupracoval s režiséry: Daniel Pánek, Irena Pavlásková, Tomáš Bařina, Karel Janák, Biser Arichtev, Johana Stieger, Vladimír Skórka, Bořivoj Hořínek, Jakub Krumpoch, Tomáš Pavlíček, Jan Haluza a další. 
Samostatná režie: Milion, Jak přežít svého muže, Vyprávěj, Co ste hasiči. 
Od roku 1998 i pravidelně přednáší na různých školách a univerzitách: Pedagogické fakultě Univerzity Karlovy, Literární Akademii Josefa Škvoreckého a FHS UK. Vyučuje scenáristiku na SPŠ ST Panská v Praze. Od roku 2021 je vedoucím Ateliéru režie, scenáristiky a dramaturgie v Ústavu filmové, televizní a rozhlasové tvorby ne Slezské univerzitě.
Tři roky pracoval jako dramaturg hraných pořadů na TV Nova. Vystudoval Střední průmyslovou školu sdělovací techniky v Panské, Pedagogickou fakultu Univerzity Karlovy, obor Český jazyk a literatura/výtvarná výchova,  FAMU, obor scenáristika a dramaturgie. Na FAMU se jako scenárista podílel na řadě úspěšných filmů: Nelásky, Šance tisíciletí a další.

## Filmografie

### Film
- Milión (2025), film, scénář a režie
- Jak přežít svého muže (2023), scénář a režie
- Vánoční příběh (2021), spolupráce s Irenou Pavláskovou
- Princezna a písař (2014), filmová pohádka
- Rodinné stříbro (2011) polohraný dokument
- Bobule (2008), film, spolupráce s Tomášem Bařinou
- Edisoni (2007), film
- Rafťáci (2006), film, spolupráce s Karlem Janákem
- Rock podvraťaků (2006), film
- Naposledy vlkem (2002), středometrážní
- Nelásky (2001), střednometrážní film
- Šance tisíciletí (2000), krátký film

### Televize
- Co ste hasiči I a II 16 dílů (Nova, 2019-2022)
- Mazalové I a II 26 dílů(ČT, 2012 – 2016)
- Všechny moje lásky 28 dílů (Prima TV, 2014)
- Vyprávěj I-IV 116 dílů (ČT, 2009-2013)

### Jako producent
- Fotograf na Ostrově
- Jak přežít svého muže, film 2023
- Krvavý Johann, film 2022
- Lajna II a III (2018-2021) 16 dílů, scénář: Petr Kolečko, režie: Vladimír Skórka
- Na vlastní nohy (2017) 6. dílů scénář a režie: Rudolf Havlík
- Kočka není pes (2016- ) 9. sérií, 108 dílů
- Kadeřnictví 41 dílů (2018)

### Dramaturgie
- Večerka, film
- Děti Nagana, film
- Neporazitelní, film
- Krvavý Johann, film
- Bestiář, film
- Život je ples, seriál

Filmy a seriály, na nichž se podílel, dostaly mnohá ocenění (např. Zlatá Nymfa Monte Carlo 2011, Tiburon International Film Fest USA 2009, Techné Ostrava 2009, Finále Plzeň 2008, Premiers Plans Angers, Francie 2003, KVIFF 2001 a další.) Vyprávěj získalo 5krát Týtý jako seriál roku.

## Osobní život
Od roku 2012 do roku 2024 byl ženatý s herečkou Janou Bernáškovou, se kterou má syna Theodora (* 2013) a vychovává nevlastní dceru Justýnu (* 2006). Miluje běh a surf.